# Leszek Ćwik
Leszek Ćwik (ur. 1931, zm. 25 marca 2017 w Czechowicach-Dziedzicach) – polski kajakarz.

## Kariera
W latach 50. był zawodnikiem KS Górnik Czechowice-Dziedzice, a także wielokrotnym reprezentantem i medalistą mistrzostw Polski. Zmarł 25 marca 2017.